# Паламарчук Євген Миколайович
Євге́н Микола́йович Паламарчу́к (нар. 8 січня 1984 року в Києві) — український футболіст, захисник петропавлівсько-борщагівської «Чайки».
Виступав за команди «Динамо-3», ЦСКА, «Волинь».